# Hexarthrius mandibularis
Hexarthrius mandibularis là một loài bọ cánh cứng trong họ Lucanidae. Loài này được Deyrolle mô tả khoa học năm 1881.